# OS-9
OS-9 — семейство многозадачных, многопользовательских, UNIX-подобных ОСРВ, разработанных Microware Systems Corporation в 1980-х. Изначально работали на процессорах Motorola 6809. Существуют версии для Motorola 68k, PowerPC, Intel x86 и других компьютеров.
Используется для интерактивных и встраиваемых систем. В 2001 права на систему были приобретены компанией RadiSys Corporation, в 2013 выкуплены назад компанией Microware LP.

## История
Первая версия («OS-9 Level One»), датируемая 1979–1980 годами, была написана на языке ассемблера для ЦП Motorola 6809, и все ее процессы выполнялись в адресном пространстве ЦП размером 64 КБ без блока управления памятью. Она была разработан как вспомогательная операционная система для проекта BASIC09, на который Motorola заключила контракт в рамках разработки 6809. Более поздняя версия 6809 («Второй уровень») использует преимущества аппаратного отображения памяти, поддерживает до 2 МБ памяти (примерно 1980 г.) в большинстве реализаций и включает графический интерфейс на некоторых платформах.
В 1983 году OS-9/6809 была перенесена на язык ассемблера Motorola 68000 и расширена (названа OS-9/68K); а еще более поздняя (1989 г.) версия была переписана в основном на C для дальнейшей переносимости. Портативная версия первоначально называлась OS-9000 и была выпущена для систем ПК 80386 примерно в 1989 году, а затем была перенесена на PowerPC примерно в 1995 году. В этих более поздних версиях отсутствуют средства отображения памяти OS-9/6809 Level Two просто потому, что они им не нужны. Они использовали единое плоское адресное пространство, разделяемое всеми процессами; Аппаратное обеспечение отображения памяти, если оно присутствует, в основном используется для обеспечения того, чтобы процессы обращались только к той памяти, к которой у них есть право доступа. В любом случае все MPU 680x0 и 80386 (и более поздние версии) напрямую поддерживают гораздо более 1 МБ памяти.